# چیتاتو
چیتاتو (به لاتین: Chitato) یک منطقهٔ مسکونی در آنگولا است که در استان لوندای شمالی واقع شده‌است. چیتاتو ۴٬۴۰۰ کیلومتر مربع مساحت و ۱۹۵٬۱۳۶ نفر جمعیت دارد.